# Chapiquilta
Chapiquilta es un poblado perteneciente a la Comuna de Camiña  en la Provincia del Tamarugal, I Región de Tarapacá, Chile. Se encuentra ubicado a 197 km de la ciudad de Iquique (Capital regional) siendo a su vez orillado por la Quebrada Camiña. Su jefe vecinal es Don Librorio Flores.